# Chekka
Chekka (in arabo ﺶﻜﺎ‎?, Shekkā) è un centro abitato e comune (municipalité) del Libano situato nel distretto di Batrun, governatorato del Nord Libano.